# Geoparnus
Geoparnus é um género de escaravelho aquático da família Dryopidae ' descrito por Besuchet em 1978 . Os exemplares conhecidos foram recolhidos no solo das florestas húmidas da Malásia . 

## Espécies
Inclui as espécies:
- Geoparnus setifer, Besuchet, 1978
- Geoparnus rhinoceros, Kodada, Jäch, Čiampor Jr & Čiamporová-Zaťovičová, 2007
- Geoparnus loebli, Kodada, Kadubec & Čiampor  [2]